# Carlos Queiroz
Carlos Queiroz (* 1. března 1953, Nampula, Mosambik) je portugalský fotbalový trenér. Od února 2023 vede katarskou reprezentaci.

## Trenérská kariéra
Na začátku trenérské kariéry vedl reprezentaci Portugalska do 20 let. S tou dvakrát za sebou opanoval juniorské mistrovství světa v této věkové kategorii – v letech 1989 a 1991. Mnozí jeho mladí svěřenci se prosadili ve velkém fotbale, jmenovitě Luis Figo, Rui Costa či João Vieira Pinto.
Tito a další portugalští hráči jsou nazýváni „Zlatou generací“.
Mezi roky 1991 a 1994 vedl seniorskou reprezentaci Portugalska.
Se Sportingem vyhrál domácí pohár Taça de Portugal, a to v sezoně 1994/95. Ačkoli měl k dispozici Luíse Figa, Sporting pod ním dlouhé čekání na titul neukončil.
Od září 2000 do března 2002 vedl národní tým Jihoafrické republiky (JAR), který dovedl na mistrovství světa v roce 2002. Čelil kritice, že upřednostňuje fotbalisty z Evropy.
Na Africkém poháru národů 2002 postoupil bez prohry ze skupiny B, ve čtvrtfinále ale padl s domácím Mali. Před mistrovstvím rezignoval, jihoafrická asociace k němu po neúspěchu na africkém turnaji přivedla bývalého kouče národního týmu Joma Sona, bývalého fotbalisty. Oba muži se nedokázali dohodnout na konečné soupisce pro MS, proto Queiroz odešel.

### Manchester United poprvé
V červnu 2002 se rozhodl přijmout roli trenérského asistenta Alexa Fergusona u Manchesteru United,
kde nahradil Steva McLarena.
Tým nazývaný Rudí ďáblové získal další mistrovský titul v Premier League vystřídajíc na trůnu Wengerův Arsenal. Před sezonou 2003/04 United opustil David Beckham (přestup do Realu Madrid), jeho náhradou se stal Cristiano Ronaldo (přestup ze Sportingu), kterého doporučil právě Queiroz.
Ďáblové ale měli případně políčeno na Arjena Robbena nebo Ronaldinha. Z toho vyplývá, že Ferguson a Queiroz se rozhodli dát přednost hráčům spoléhajícím na dribling a nikoliv na centrované míče.

### Real Madrid
V ročníku 2003/04 vedl Queiroz Real Madrid, ale nezískal žádnou trofej, což se Realu nestalo pět roků.
Mužstvo posílil David Beckham, opustil jej Claude Makélélé (odešel do Chelsea). V mužstvu se sešly hvězdy jako Ronaldo, Raúl, Luís Figo, Zinédine Zidane nebo nově David Beckham. Po dvaceti letech však Real vyhrál na půdě rivala – FC Barcelony – díky gólům Brazilců Roberta Carlose a Ronalda, kteří zařídili výhru 2:1 a v zápase, ve kterém nasadil Queiroz Beckhama netradičně do středu pole.
Ve španělské La Lize skončil Real až čtvrtý, v poháru Copa del Rey prohrál ve finále proti Realu Zaragoza. Ve čtvrtfinále Ligy mistrů vypadl s pozdějším finalistou AS Monaco. Queiroz byl propuštěn a znovu spojil síly s Fergusonem u United jako jeho asistent. Po šampionátu EURO 2004 se kriticky vyjádřil k Beckhamovi a jeho fyzické přípravě v dresu Realu i Anglie.

### Manchester United podruhé
Během Queirozovy jedné sezony v Realu skončily United na třetím místě za Arsenalem a Chelsea, přičemž na triumfující Arsenal ztratily 15 bodů. V červenci 2004 podepsal Queiroz smlouvu na tři roky.
V ročníku 2004/05 se United sice znovu umístily až třetí, avšak začalo se spolu sehrávat mladé duo Ronaldo a Rooney. Během letních měsíců roku 2005 se přivedly posily jako brankář van der Sar, stoper Vidić a krajní obránce Evra. Na podzim opustil mužstvo kapitán Roy Keane, který do nového systému nepasoval. Keane se tak připojil k britským hráčům Davidu Beckhamovi, Philu Nevillovi nebo Nicky Buttovi, kteří uvolnili místo novým vycházejícím hvězdám.
Queiroz nadále rozvíjel Ronaldův a Rooneyho talent.
V ročníku 2005/06 opět nedošlo na titul, získala jej Chelsea s náskokem osmi bodů na United. Skupina Ligy mistrů dopadla poslední, čtvrtou příčkou. Nejlepším střelcem mužstva byl Ruud van Nistelrooy, avšak jehož souhra s Ronaldem vázla. Ronaldova hra ozdobená kličkami postrádala prvek rychlých centrů do vápna, na nichž byl forvard Nistelrooy závislý.
Rozepře mezi oběma fotbalisty ukončilo až léto 2006, kdy klub Nistelrooye prodal do Realu Madrid.
V ročníku 2006/07 už byl mistrovský titul u mužstva Fergusona a Queiroze. Tým došel do semifinále Ligy mistrů, kde podlehl milánskému AC a byl poraženým finalistou v FA Cupu. Další ročník, Queirozův poslední u United, vyhrál tým Premier League i Ligu mistrů.

### Portugalská reprezentace podruhé
Od července 2008 působil Queiroz opět u reprezentace Portugalska, se kterým se kvalifikoval na MS 2010, které se konalo v Jihoafrické republice.
V prvním zápase Portugalsko remizovalo 0:0 s Pobřežím slonoviny, aby druhý zápas výsledkem 7:0 porazilo Severní Koreu. Po remíze 0:0 s Brazílií postoupilo Portugalsko do osmifinále, kde vypadlo se Španělskem po prohře 0:1. V září jej Portugalská fotbalová asociace odvolala z pozice trenéra.

### Íránská reprezentace

#### MS 2014
Začátkem dubna 2011 byl představen jako nový trenér íránského národního týmu, kterému se upsal na období tří let.
Premiérou v roli íránského kouče se stal přátelský zápas s Madagaskarem, který skončil výhrou 1:0.
Záhy odstartovala asijská kvalifikace na Mistrovství světa 2014, kdy Írán v rámci druhého kola nastoupil proti reprezentaci Malediv. Írán vyhrál v obou zápasech – 4:0 a 1:0 – a postoupil do třetí části, kde jej ve skupině E čekaly národní mužstva Bahrajnu, Kataru a Indonésie.
Ve skupině Queiroz dovedl Íránce k prvnímu místu – i díky výhře 6:0 nad Bahrajnem
– a postupu do závěrečné čtvrté fáze.
Írán ve skupině A opět skončil jako první i před Jižní Koreou a zajistil si účast na MS 2014 v Brazílii.
Na světovém šampionátu se Írán v úvodu setkal s Nigérií. Queiroz svým svěřencům naordinoval defenzivní taktiku, která přinesla první bezgólovou remízu na brazilském MS.
Zápas, který ukázal jen minimum gólových příležitostí si vysloužil pískot a bučení ze strany diváků, Queiroz byl ale s výkonem Íránců spokojený.
Proti Argentině držel Írán po celý zápas nerozhodný výsledek a ve druhém poločase si dokonce vytvořil gólové příležitosti. Proti hlavičce Aškana Dežagy musel brankář Romero vytáhnout dobrý zákrok, v závěru se v šanci ocitl též forvard Rezá Ghúčanedžhád. Argentina držela balón, v první půli jej držela 73% herního času, ale ani útočné trio Agüero, Higuaín, Messi se proti úporné obraně zprvu nedokázalo prosadit.
Byl to až v 91. minutě nastavení Lionel Messi, kdo rozhodl o vítězství Argentinců a jejich postupu do osmifinále.
Proti Bosně živil Írán stále naději na postup, naproti tomu Bosna stoprocentně skončila. Po prvním poločase ale Bosna díky gólu Džeka vedla. Írán jednak potřeboval vyhrát a nejlépe o několik gólů a jednak musela Nigérie prohrát proti Argentině. Queirozovi svěřenci si mnoho šancí nevytvořili a v 67. minutě již prohrávali rozdílem dvou gólů, poté co se prosadil Pjanić. Po 80. minutě vstřelil první gól Íránců na MS Ghúčanedžhád, ale Bosna opět zvýšila na dvougólový rozdíl gólem Vršajeviće.
Írán tak skončil poslední s jedním bodem, dobrou zprávou ale bylo, že se Queiroz rozhodl u mužstva zůstat a v září podepsal kontrakt na další čtyři roky.

### Kolumbijská reprezentace
V únoru 2019 se stal trenérem reprezentace Kolumbie.

### Reprezentace Egypta
Carlos Queiroz byl jmenován trenérem Egypta 8. září 2021. V roce 2022 dovedl tým do finále Afrického poháru národů.

## Profil trenéra
Queiroz se během trenérské kariéry ukázal jako dobrý odhadce mladých talentovaných fotbalistů – jak během působení u mládežnické reprezentace Portugalska, tak během působení v Manchesteru United.